# Darryl F. Zanuck

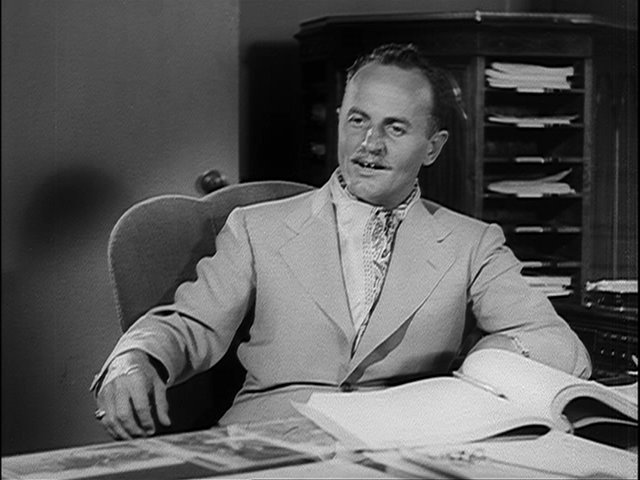
Zanuck in de trailer van The Grapes of Wrath (1940)

Darryl Francis Zanuck (Wahoo (Nebraska), 5 september 1902 - Palm Springs (Californië), 22 december 1979) was een Amerikaans filmproducent, studiobaas en scenarioschrijver. Hij gold als een van de machtigste personen van het Hollywoodstudiosysteem, die als uitzondering direct bijdroeg aan de inhoud van films. Zanuck was de oprichter van Twentieth Century Pictures en was lange tijd de baas van Twentieth Century-Fox.

## Biografie
Zanuck groeide op in een ongelukkig gezin. Beide ouders hadden hem verlaten toen hij dertien jaar oud was. In 1917 ging hij bij de Nebraska National Guard en vocht op jonge leeftijd (hij was toen pas vijftien) mee in de Eerste Wereldoorlog aan het Belgische en Franse front. Hij had gelogen over zijn leeftijd om bij het leger te kunnen. Ook deed hij als bantamgewicht mee in intermilitaire bokswedstrijden. Nadat enkele van zijn brieven waren gepubliceerd in de legerkrant Stars and Stripes probeerde hij na zijn diensttijd aan de slag te komen als schrijver. Om geld te verdienen nam hij verscheidene bijbaantjes aan, waaronder professioneel bokser, havenarbeider en als winkelbediende bij een drogisterij. Na meerdere afwijzingen lukte het uiteindelijk om enkele verhalen te publiceren in verschillende tijdschriften.

### Begin filmcarrière
Begin jaren twintig besloot hij in de filmindustrie te gaan werken. Hij stuurde enkele verhalen naar studio's, en wist enkele te verkopen. Zijn eerste scenario verkocht Zanuck aan acteur William Russell, zijn tweede aan studiobaas Irving Thalberg. Hij werkte een tijdje als schrijver voor Mack Sennett, en in 1924 vertrok hij naar het pas opgerichte Warner Bros., waarvoor hij een zeer groot aantal scenario's schreef (ongeveer veertig in vijf jaar) onder verscheidene pseudoniemen. Hij was vooral sterk in het verzinnen van plotlijnen. De scenario's voor de films over de Duitse herder Rin Tin Tin behoorde tot zijn grootste successen: mede dankzij zijn scenario's groeide de hond uit tot de belangrijkste ster van de studio.
Al snel ging hij ook films produceren, kwam in 1928 terecht in het managementteam en werd in 1929 hoofd productie van Warner Bros., tegen een salaris van $5000 per week (een behoorlijk bedrag ten tijde van de Grote Depressie). Mede onder zijn leiding als de rechterhand van Jack Warner maakte Warner Bros. een vrij soepele overgang van stomme film naar geluidsfilm door. Tevens kwamen dankzij hem succesvolle films als The Public Enemy (1931), I Am a Fugitive from a Chain Gang (1932) en 42nd Street (1933) tot stand en gaf zo de aanzet tot reeksen genrefilms (respectievelijk de gangsterfilm, het maatschappelijke drama en de moderne musical) waarmee Warner Bros. in de jaren dertig een reputatie opbouwde. Zanuck zelf raakte in die jaren bekend als rokkenjager, die ondanks zijn huwelijk alle jonge vrouwen in de studio probeerde te versieren.

### Bij Twentieth-Century Fox
In 1933 verliet Zanuck Warner Bros., nadat het hem door de gebroeders Warner duidelijk was gemaakt dat hij niet hogerop kon komen bij de studio en altijd als werknemer zou worden beschouwd. Later dat jaar begon hij zijn eigen studio, Twentieth Century Pictures, financieel gesteund door Joseph Schenck. In 1935 nam de studio het bankroete Fox over en vormde zo Twentieth Century-Fox. Zanuck werd het hoofd van de nieuwe studio, en was nauw betrokken bij de productie en de montage van de door de studio geproduceerde films. Ook bracht hij ideeën in voor verhalen en scenarioveranderingen en bemoeide hij zich met de audities. Onder zijn leiding groeide Fox uit tot een van de belangrijkste studio's.
De eerste jaren wist de studio een groep van talentvolle acteurs aan zich te binden, waaronder Tyrone Power, die zou uitgroeien tot een van de succesvolste acteurs van zijn tijd, en actrices als Betty Grable en zangeres Alice Faye, die vooral succesvol zouden worden in musicals. Het meeste succes had de studio echter met het kindsterretje Shirley Temple, wiens films zeer populair bleken bij het grote publiek. Temple zou op basis van kaartverkoop de grootste filmster van het decennium worden en in haar eentje genoeg geld opbrengen om de beginnende studio staande te houden. Aan het begin van de Tweede Wereldoorlog leverde de studio enkele dure drama's en epossen af, zoals The Mark of Zorro (1940) met Power en The Grapes of Wrath (1940) en How Green Was My Valley (1941) van John Ford. Zanuck zou tot in de jaren vijftig de leiding houden over Twentieth Century-Fox.
Zanuck diende in Europa tijdens de Tweede Wereldoorlog, waar hij als luitenant-kolonel onder andere leiding gaf aan de documentaire-eenheid. Hierdoor was hij begin jaren veertig voor een geruime tijd afwezig bij de studio. Na terugkeer pakte hij de productie weer op en leverde hij enkele succesvolle films af, waaronder oorlogsfilms als A Walk in the Sun. Ook zag hij het belang in van enkele sociaal bewogen films als Gentleman's Agreement (1947), de eerste grote Amerikaanse film die direct over antisemitisme ging, en Pinky (1949), die het onderwerp racisme aansneed. Zanuck gaf zelfs toestemming voor de productie van films waarvan hij zeker wist dat ze zouden floppen, maar waarvan hij vond dat ze toch gemaakt moesten worden, zoals The Ox-Bow Incident uit 1943.
Toen eind jaren veertig, begin jaren vijftig de televisie opkwam en een geduchte concurrent werd voor de film, schakelde Zanuck over naar het vertonen van films op een breedbeeldformaat, door een nieuw breedbeeldproces, Cinemascope genaamd, te promoten, en zo het publiek een nieuwe visuele ervaring te geven.

### Vertrek en terugkeer bij Fox
In 1956 verliet Zanuck zijn vrouw en de studio en vertrok hij naar Frankrijk, waar hij onafhankelijk producent werd. Veel van zijn films uit die tijd waren van slechte kwaliteit en voornamelijk bedoeld om de carrières van een opeenvolgende reeks vriendinnetjes als Bella Darvi op gang te helpen, zonder succes. Grote uitzondering was The Longest Day uit 1962, een epische oorlogsfilm over de landing van de geallieerde troepen aan de kust van Normandië op D-Day. De film had een zeer hoog budget en veel filmsterren, en werd uiteindelijk een groot succes.
Toen Twentieth Century-Fox het succes van Zanucks The Longest Day zag, werd hij weer teruggevraagd om de leiding over te nemen. De studio raakte op dat moment in financiële problemen door Cleopatra, een historisch epos waarvan de kosten zo hoog waren opgelopen dat de film haast onmogelijk nog winst kon maken. Zanuck nam het roer over van Spyros Skouras, werd verkozen tot president en maakte zijn zoon Richard hoofd productie. In 1969 werd Darryl hoofd van de directie en voorzitter en zijn zoon president.
Zanuck probeerde in de jaren zestig de studio weer winstgevend te maken door andere films met een hoog budget te maken. Ondanks successen als The Sound of Music (1965) en Planet of the Apes (1969) zaten er ook flops tussen als Doctor Dolittle (1967). Tora! Tora! Tora! uit 1970 kostte hem uiteindelijk de kop. De film was controversieel omdat het in de periode van de Vietnamoorlog een eerlijke schets wilde geven van de aanval op Pearl Harbor en daarbij ook het falen van de Verenigde Staten toonde, en werd een grote flop. Door het uitblijven van successen raakte de studio in december 1970 in een crisis. Zanuck ontsloeg zijn eigen zoon en probeerde zijn eigen positie in de maatschappij te behouden. In mei 1971, enkele maanden na het uitkomen van de film, werd Zanuck gedwongen de studio te verlaten. Hij was toen de laatste van de zogenaamde filmmogols, de belangrijkste studiobazen uit zijn tijd.

### Privé
Darryl F. Zanuck was getrouwd met actrice Virginia Fox van 1924 tot 1956. Het stel kreeg drie kinderen, waaronder zoon Richard D. Zanuck, die later eveneens filmproducent werd, en dochter Darrilyn Zanuck DePineda. Zanuck stierf in 1979 aan een longontsteking. Hij werd 77 jaar en is begraven op Westwood Village Memorial Park Cemetery.

## Prijzen en nominaties
Darryl F. Zanuck heeft drie Irving G. Thalberg Memorial Awards gewonnen, een speciale Academy Award die onregelmatig wordt uitgereikt aan producenten wiens films een constant hoge kwaliteit hebben. De enige andere producent die deze prijs driemaal heeft gewonnen is Hal B. Wallis. Zanuck heeft daarnaast zeven Oscarnominaties en drie Oscars op zijn naam staan.
In 1954 won Zanuck de Cecil B. DeMille Award, een speciale Golden Globe voor iemands gehele carrière. Hij was de derde persoon die de prijs won: Cecil B. DeMille en Walt Disney gingen hem voor.
Zanuck heeft een ster op de Hollywood Walk of Fame, te vinden op 6336 Hollywood Blvd.

### Academy Awards
- 1936 - Academy Award voor Beste Oorspronkelijke Scenario - 'G' Men (genomineerd onder pseudoniem Gregory Rogers)
- 1938 - Academy Award voor Beste Film - In Old Chicago (genomineerd)
- 1938 - Irving G. Thalberg Memorial Award (gewonnen)
- 1939 - Academy Award voor Beste Film - Alexander's Ragtime Band (genomineerd)
- 1939 - Irving G. Thalberg Memorial Award (genomineerd)
- 1941 - Academy Award voor Beste Film - The Grapes of Wrath (genomineerd)
- 1942 - Academy Award voor Beste Film - How Green Was My Valley (gewonnen)
- 1945 - Academy Award voor Beste Film - Wilson (genomineerd)
- 1945 - Irving G. Thalberg Memorial Award (gewonnen)
- 1947 - Academy Award voor Beste Film - The Razor's Edge (genomineerd)
- 1948 - Academy Award voor Beste Film - Gentleman's Agreement (gewonnen)
- 1950 - Academy Award voor Beste Film - Twelve O'Clock High (genomineerd)
- 1951 - Academy Award voor Beste Film - All About Eve (gewonnen)
- 1951 - Irving G. Thalberg Memorial Award (gewonnen)
- 1963 - Academy Award voor Beste Film - The Longest Day (genomineerd)